# Bajo bandera
Bajo bandera es una película argentina dramática y de suspenso de 1997 dirigida por Juan José Jusid y protagonizada por Miguel Ángel Solá, Federico Luppi, Omero Antonutti, Daniele Liotti, Andrea Tenuta y Andrea Pietra. Está basada en el libro homónimo de Guillermo Saccomanno, quien coescribió el guion junto a Jusid. El argumento también está basado en parte en la historia real del Soldado Carrasco.
La película ganó el Premio Cóndor de Plata al Mejor Guion Adaptado de 1998 de la Asociación de Cronistas Cinematográficos de la Argentina. En el Festival Internacional de Cine de Cartagena de Indias ganó el Premio Palmarés de 1998, que se concede a los primeros, segundos o terceros largometrajes iberoamericanos de ficción del director y que no hayan sido exhibidos previamente en Colombia.

## Sinopsis
En 1969, durante la dictadura de Onganía, un soldado que se encuentra apostado en el sur argentino y llevando a cabo el Servicio Militar Obligatorio muere de una manera misteriosa dentro de un cuartel. Esto desencadena una investigación a cargo del Mayor Molina (Solá), que es enviado desde Buenos Aires. En su afán de desentrañar la verdad detrás de esa muerte, deberá enfrentarse con el silencio de la población, el miedo de los otros colimbas a hablar y el desprecio de su superior, el Coronel Hellman (Luppi), quien oculta un importante secreto que involucra a todo el Ejército.

## Reparto
- Miguel Ángel Solá ... Mayor Molina
- Federico Luppi ... Coronel Hellman
- Omero Antonutti ... Padre Bruno
- Daniele Liotti ... Soldado Repetto
- Andrea Tenuta ... Fanny
- Andrea Pietra ... Nora
- Carlos Santamaría ... Capitán Roca
- Alessandra Acciai ... Victoria
- Mónica Galán ... Paula
- Betiana Blum ... Bonavena
- Ariel Casas ... Subteniente Trevi
- Juan Andrés ... Bracelli Lito
- Nicolás Scarpino ... Rosen
- Roly Serrano ... Cabo Benamino
- Walter Balzarini ... Joaquín
- Alan McCormick ... Polaco
- Damián Canduci ... Perro
- Martín Kalwill ... Topo
- Rodrigo Barrionuevo ... Zuloaga
- Diego Topa ... Anselmi
- Diego Jalfen ... Chofitol
- Fernando Bracalenti ... Subteniente Negro
- Esteban Mihalik ... Subteniente Gordo
- Lautaro Lunadei ... Ramirito
- Leandro Bufano ... Germán
- Marcela Ferradás ... Pirucha
- Betty Rigaud ... Negrita
- María Bosch ... Peti
- Eduardo Ruderman ... Capitán Médico Núñez
- Pedro Kesselman ... Empleado de la Oficina de Correos
- Denni De Biaggi ... Dueño del Bar
- María de la Fuente ... Chica del Almacén
- Carlos Córdoba ... Paisano del Rastrojero
- Sebastián Pinelli ... Soldado
- Diego Jaraz ... Soldado
- Facundo Saltarelli ... Soldado
- Leonardo Kreimer ... Soldado
- Pablo Calasso ... Soldado
- Ezequiel Moscato ... Soldado
- Sebastián Italiano ... Soldado
- Oscar Giménez ... Soldado
- Mauricio Valentín ... Soldado
- Daniel Chadrani ... Soldado
- Gastón Batyi ... Soldado
- Diego Gentile ... Soldado
- César Altomaro ... Soldado
- Rocco De Gracia ... Soldado
- Luciano Cazaux ... Soldado
- Diego Reinhold ... Soldado
- Fabio Di Tomaso ... Soldado
- Javier Faur ... Soldado
- Luis Tancredi ... Soldado
- Daniel Luciano ... Soldado
- Gustavo Estévez ... Soldado
- Fernando Ferrer ... Soldado
- Juan Pablo Carnevale ... Cabo de Cuadra
- Fernando Baras ... Civil 1
- Horacio Marassi ... Civil 2
- Gabriel Santacrocce ... Oficial de la Guardia
- Alicia Schilman ... Mujer de Molina (Foto)
- Miguel Alí ... Chofer del Colectivo
- Pablo Carnaghi ... Voz del Soldado Repetto
- Nora Zinski ... Voz de Victoria
- Jorge Vaccari ... Locutor del Cordobazo
- Marcelo Carbone
- Pascual Condito